# Louisville (Alabama)
Louisville és una població dels Estats Units a l'estat d'Alabama. Segons el cens del 2000 tenia 612 habitants.

## Demografia
Segons el cens del 2000, Louisville tenia 612 habitants, 242 habitatges, i 168 famílies. La densitat de població era de 85,9 habitants/km².
Dels 242 habitatges en un 26,9% hi vivien nens de menys de 18 anys, en un 52,5% hi vivien parelles casades, en un 14% dones solteres, i en un 30,2% no eren unitats familiars. En el 26,9% dels habitatges hi vivien persones soles el 16,5% de les quals corresponia a persones de 65 anys o més que vivien soles. El nombre mitjà de persones vivint en cada habitatge era de 2,53 i el nombre mitjà de persones que vivien en cada família era de 3,05.
Per edats la població es repartia de la següent manera: un 23,7% tenia menys de 18 anys, un 10,6% entre 18 i 24, un 23,2% entre 25 i 44, un 22,1% de 45 a 60 i un 20,4% 65 anys o més.
L'edat mediana era de 39 anys. Per cada 100 dones hi havia 87,7 homes. Per cada 100 dones de 18 o més anys hi havia 85,3 homes.
La renda mediana per habitatge era de 20.859 $ i la renda mediana per família de 27.014 $. Els homes tenien una renda mediana de 27.500 $ mentre que les dones 24.583 $. La renda per capita de la població era de 13.151 $. Aproximadament el 22,4% de les famílies i el 28% de la població estaven per davall del llindar de pobresa.

## Poblacions més properes
El següent diagrama mostra les poblacions més properes.